# Buddy DeSylva
Georg Gard ”Buddy” DeSylva, född den 25 januari 1895 i New York, död den 11 juli 1950 i Los Angeles i Kalifornien, var en amerikansk musikalförfattare och filmproducent. Tillsammans med Glenn Wallichs grundade han Capitol Records.

## Biografi
De Sylva växte upp i Kalifornien och utbildade sig vid University of Southern California. Han första framlångsrika sånger var de som användes av Al Jolson på Broadway 1918. Strax därefter träffade han Jolson och 1918 åkte de båda till New York och DeSylva började arbeta som låtskrivare på Tin Pan Alley. I början av 1920-talet samarbetade han ofta med kompositören George Gershwin. Tillsammans skapade de den experimentella en-akts jazzoperan Blue Monday från Harlem , som allmänt betraktas som en föregångare till Porgy och Bess tio år senare.
DeSylva började på American Society of Composers, Authors and Publishers
1920 och tjänstgjorde i ASCAP:s ledning mellan 1922 och 1930. Han blev då producent av scen- och filmmusikaler, men flyttade till Hollywood och fick kontrakt med Fox Studios . Under hans tid där producerade han filmer som The Little Colonel, The Littlest Rebel, Captain January, Poor Little Rich Girl och Stowaway. 
År 1941 blev han verkställande producent på Paramount Pictures, en position han skulle hålla fram till 1944. På Paramount, var han också exekutiv producent för Double Indemnity, For whom the Bell Tolls, The Story of Dr. Wassel och The Glass Key.
År 1942, grundade Johnny Mercer, Glenn Wallichs och DeSylva tillsammans Capitol Records, som fortfarande är i verksamhet. Han grundade också Cowboy label.
Buddy DeSylva dog i Hollywood, 55 år, och begravdes i Forest Lawn Memorial Park Cemetery i Glendale, Kalifornien .

## Uppsättningar på Broadway
- 1919 - La La Lucille (musik av George Gershwin)
- 1922 - George White's Scandals|George White's Scandals of 1922 (musik av George Gershwin, och inkluderat premiären av  jazzoperan Blue Monday (opera)|Blue Monday)
- 1922 - Orange Blossoms (musik av Victor Herbert)
- 1922 - The Yankee Princess (musik av Emmerich Kálmán)
- 1923 - George White's Scandals of 1923 (musik av George Gershwin)
- 1924 - Sweet Little Devil (musik av George Gershwin)
- 1924 - George White's Scandals of 1924 musik av George Gershwin
- 1925 - Big Boy (musik av Joseph Meyer och James F. Hanley)
- 1925 - Tell Me More! (tillsammans med Ira Gershwin musik av George Gershwin)
- 1925 - George White's Scandals of 1925 (DeSylva, Brown och Henderson)
- 1925 - Captain Jinks (musik av Lewis Gensler)
- 1926 - George White's Scandals of 1926 (DeSylva, Brown och Henderson)
- 1926 - Queen High (musik av Lewis Gensler)
- 1927 - Good News (DeSylva, Brown och Henderson)
- 1927 - Manhattan Mary (DeSylva, Brown och Henderson)
- 1928 - George White's Scandals of 1928 (DeSylva, Brown och Henderson)
- 1928 - Hold Everything! (DeSylva, Brown and Henderson)
- 1929 - Follow Thru (DeSylva, Brown och Henderson)
- 1930 - Flying High (DeSylva, Brown och Henderson)
- 1932 - Take a Chance (musik av Nacio Herb Brown, Richard A. Whiting och Vincent Youmans)